# Shadishadi
Shadishadi est une ville du Botswana.